# Cruz Blanca, Otzoloapan
Cruz Blanca  är en ort i kommunen Otzoloapan i delstaten Mexiko i Mexiko. Samhället hade 172 invånare vid folkräkningen år 2020.